# .bw
.bw je vrhovna internetska domena (country code top-level domain - ccTLD) za Bocvanu. Domenom upravlja Sveučilište Bocvane.

## Vanjske poveznice
- IANA .bw whois informacija  Arhivirana inačica izvorne stranice od 27. travnja 2006. (Wayback Machine)